# 97
| 97                 |
| ------------------ |
| Dødsfald - Fødsler |
|                    |

| Gregoriansk kalender | 97 XCVII                |
| Ab urbe condita      | 850                     |
| Armensk kalender     | I/T                     |
| Kinesiske kalender   | 2793 – 2794 丙申 – 丁酉 |
| Etiopisk kalender    | 89 – 90                 |
| Jødisk kalender      | 3857 – 3858             |
| Hindukalendere       |                         |
| - Vikram Samvat      | 152 – 153               |
| - Shaka Samvat       | 19 – 20                 |
| - Kali Yuga          | 3198 – 3199             |
| Iransk kalender      | 525 BP – 524 BP         |
| Islamisk kalender    | 541 BH – 540 BH         |

Se også 97 (tal)

## Begivenheder
Kejser Nerva, adopterer generalen Trajan. Dermed indledes traditionen med adoptivkejsere, som ofte betegnes som Roms guldalder.